# 新圩镇 (华安县)
新圩镇，是中华人民共和国福建省漳州市华安县下辖的一个乡镇级行政单位。

## 行政区划
新圩镇下辖以下地区：
新航社区、新圩村、官畲村、华山村、玉山村、黄枣村、天宫村、五岳村、高宅村、下路村和绵治村。

## 姓氏由來
庄姓，潮州江东独树始祖庄弥渊，乃庄夏公之孙传至五世孔恒（号恒素），住广东省潮州府海阳县溪东都江东独树石狮巷，其长子庄养德。举人，授文林郎，任福建龙溪县知事。于该县廿五都山炎乡龙行堡定居（今华安县新圩镇新圩村）。
方姓，始祖聿修公于明万历四年（1576年）由福建龙溪崇福社开进龙溪县地二十五都龙岭保定居（今华安县新圩镇华山村）。
邹姓，应龙公长子一郎居泰宁，南宋后期，因汀寇作乱，一郎之子邹顺隆先迁居龙岩万安邹家山，后再迁漳平市永福镇朗车里、陈村社桥头。华安县邹姓大都奉邹顺隆为开基始祖。顺隆公生三子，次子邹智慧开基于新圩镇的绵治村。
蓝姓，清朝顺治年间，蓝氏从漳浦县赤岭乡石崎祖祠（种玉堂），沿着九龙江逆流而上，种玉堂祖祠第十世蓝一大（总世次为141世）迁到华安，先是住黄枣州，又搬到今华山村岭脚居住，再从岭脚搬到官畲定居（今华安县新圩镇官畲村）。至今传衍十四代共300多人。
雷姓，从安溪县湖头街迁来华安县新圩镇官畲。一世祖雷公，其墓葬龙仔湖（今官畲村），二世祖佛养公一脉传衍至今已有十五代130多人。

## 特产
- 坪山柚：产于新圩镇黄枣村坪山。